# Williams FW37
A Williams FW37 egy Formula–1-es versenyautó, amelyet a Williams F1 tervezett a 2015-ös Formula–1 világbajnokságra. Pilótafelállása az előző évivel megegyező volt: Felipe Massa és Valtteri Bottas vezették. Habár a konstrukció kimondottan jó volt, kevésbé jó eredményeket értek el, mint az előző évben, de ez is elég volt ahhoz, hogy megszerezzék a konstruktőri harmadik helyet.

## Áttekintés
Az autót először 2015. január 21-én láthatta a nagyközönség, de nem valódi mivoltában, hanem egy számítógépes szimuláción. A 2014-es "hangyászorrot" elhagyták, helyette egy alacsonyabb fekvésű, szolidabb orr került kiképzésre. A Martini-festést ebben az évben is megtartották, külsőségek terén minimális különbségek voltak csak. Az FW37-es egy megbízható konstrukció volt, majdnem minden versenyen sikerült vele pontot szerezni, de összteljesítményük mégis gyengébb volt, mint az előző évi, köszönhetően a Mercedes lehengerlő dominanciájának, és annak, hogy a Ferrari sikeresen vette fel velük a versenyt. Összesen négy dobogós helyezést sikerült gyűjteniük, pedig egyértelműen a futamgyőzelmek voltak a céljaik az év elején. Mikor látták, hogy ez nem fog sikerülni, inkább átálltak a következő évi modell fejlesztésére.

## Eredmények
| Év   | Csapat                  | Motor           | Gumik | Pilóták         | 1   | 2   | 3   | 4   | 5   | 6   | 7   | 8   | 9   | 10  | 11  | 12  | 13  | 14  | 15  | 16  | 17  | 18  | 19  | Pomtok | Helyezés |
| ---- | ----------------------- | --------------- | ----- | --------------- | --- | --- | --- | --- | --- | --- | --- | --- | --- | --- | --- | --- | --- | --- | --- | --- | --- | --- | --- | ------ | -------- |
| 2015 | Williams Martini Racing | Mercedes PU106B | P     |                 | AUS | MAL | CHN | BHR | ESP | MON | CAN | AUT | GBR | HUN | BEL | ITA | SIN | JPN | RUS | USA | MEX | BRA | ABU | 257    | 3.       |
| 2015 | Williams Martini Racing | Mercedes PU106B | P     | Felipe Massa    | 4   | 6   | 5   | 10  | 6   | 15  | 6   | 3   | 4   | 12  | 6   | 3   | KI  | 17  | 4   | KI  | 6   | DSQ | 8   | 257    | 3.       |
| 2015 | Williams Martini Racing | Mercedes PU106B | P     | Valtteri Bottas | NI  | 5   | 6   | 4   | 4   | 14  | 3   | 5   | 5   | 13  | 9   | 4   | 5   | 5   | 12† | KI  | 3   | 5   | 13  | 257    | 3.       |

† - nem fejezte be a futamot, de rangsorolták, mert teljesítette a versenytáv 90 százalékát.